# Phytomyza kumaonensis
Phytomyza kumaonensis este o specie de muște din genul Phytomyza, familia Agromyzidae, descrisă de Singh și Ipe în anul 1968. Conform Catalogue of Life specia Phytomyza kumaonensis nu are subspecii cunoscute.